# Stephen Cleobury
Sir Stephen Cleobury (Bromley, 31 dicembre 1948 – York, 22 novembre 2019) è stato un organista e direttore di coro inglese.

## Carriera
Fu organ scholar al St John's College di Cambridge e sub-organist dell'abbazia di Westminster, prima di divenire Master of Music presso la cattedrale di Westminster nel 1979. Fu anche presidente del Royal College of Organists dal 2008.
Nel 1982 assunse la carica di direttore del Coro del King's College di Cambridge, dove insegnò anche storia della musica. Dal 1983 fu anche direttore della Cambridge University Musical Society (CUMS), e direttore capo (Chief Conductor) del BBC Singers dal 1995 al 2007, venendo poi nominato direttore onorario per il biennio 2007 - 2008. Cleobury fu membro onorario della Royal School of Church Music e venne creato Commander of the Order of the British Empire (CBE) in occasione del Queen's Birthday Honours del 2009.
Anche suo fratello Nicholas Cleobury è direttore di coro, mentre suo cugino Stephen Dean è compositore.

## Registrazioni
CD
Organo
- 1993 - Organ Favourites from King's College, Cambridge

Direttore
- 2007 - I Heard a Voice - Music From the Golden Age, Works by Weelkes, Gibbons and Tomkins (Choir of King's College, Cambridge, Oliver Brett, Peter Stevens)
- 2006 - Brahms: A German Requiem (Choir of King's College, Cambridge, with Susan Gritton, Hanno-Muller Brachmann, Evgenia Rubinova and Jose Gallardo)
- 2001 - Handel Coronation Anthems
- 2002 - Vivaldi: Gloria (Choir of King's College, Cambridge, with the Academy of Ancient Music)
- 2003 - Mahler: Symphony No. 2, 'Auferstehung' (CUMS with MIT, Boston)
- 2000 - Best Loved Hymns (Choir of King's College, Cambridge)
- 1999 - Rachmaninov: Vespers (Choir of King's College, Cambridge)
- 1996 - The King's Collection (Choir of King's College, Cambridge)
- 1994 - Ikos (Choir of King's College, Cambridge)
- 1994 - Handel: Messiah (Choir of King's College, Cambridge, with Lynne Dawson, Hilary Summers, John Mark Ainsley and Alastair Miles)
- 1994 - Bach: St Matthew Passion (Choir of King's College, Cambridge, with Rogers Covey-Crump, Michael George, Emma Kirkby, Michael Chance, Martyn Hill, David Thomas)
- 1990 - Tallis: Spem in alium, Lamentations of Jeremiah, Responsaries (Choir of King's College, Cambridge)
- 1984 - O Come All Ye Faithful (Favourite Christmas Carols) (Choir of King's College, Cambridge)

DVD
Direttore
- Anthems from King's (Choir of King's College, Cambridge)
- Carols from King's (Choir of King's College, Cambridge)
- Handel: Messiah (Choir of King's College, Cambridge)